# Тетерино (Новоржевський район)
Тетерино (рос. Тетерино) — присілок в Новоржевському районі Псковської області Російської Федерації.
Населення становить 1 особу. Входить до складу муніципального утворення Виборська волость.

## Історія
Від 2015 року входить до складу муніципального утворення Виборська волость.

## Населення
| 2001 | 2002 | 2010 |
| ---- | ---- | ---- |
| 4    | ↘2   | ↘1   |